# ТЭЦ Росток
ТЭЦ Росток (нем. Kraftwerk Rostock) — угольная тепловая электростанция в Германии, в земле Мекленбург-Передняя Померания, которая не только производит электроэнергию, но и является источником тепловой энергии в централизованной системе теплоснабжения порта Росток. Управляется компанией Kraftwerks- und Netzgesellschaft mbH (KNG), 50,4% акций которой принадлежат компании Kraftwerk Rostock mbH, 100% акций которой принадлежат концерну EnBW, остальные 49,6% — региональной Rheinenergie. Строительство начато в июне 1991 года, с марта по сентябрь 1994 года проведены пусконаладочные работы, введена в эксплуатацию в сентябре 1994 года. Общая электрическая мощность 553 МВт, тепловая мощность — 150 МВт. Производит более половины электроэнергии, вырабатываемой в федеральной земле Мекленбург-Передняя Померания, и покрывает около одной трети потребностей в электроэнергии во всей федеральной земле, а также 20% потребности в централизованном теплоснабжении города Росток. Примечательной особенностью ТЭЦ Росток является то, что градирня высотой 160 метров также служит дымовой трубой.